# Polscy rzemieślnicy w Jamestown
Polscy rzemieślnicy w angielskiej kolonii Jamestown przybyli do niej po raz pierwszy w 1608 roku wraz z kapitanem Johnem Smithem, aby służyć w kluczowych gałęziach gospodarki w Nowym Świecie. Powszechnie uważa się ich za pierwszych Polaków w Ameryce.

## Kontekst
Protestancka Anglia pod rządami królowej Elżbiety I rozpoczęła kolonialną rywalizację z Hiszpanią. W 1607 roku powstała pierwsza udana kolonia Jamestown w nowej kolonialnej Prowincji Wirginia (nazwana na cześć Elżbiety, "królowej-dziewicy").
Rzeczpospolita Obojga Narodów pod rządami Zygmunta III Wazy była jednym z najpotężniejszych i najludniejszych państw ówczesnej Europy. Król miał roszczenia do korony Szwecji, a także perspektywy na zostanie carem Rosji.
Oba państwa łączyła wymiana handlowa odbywająca się głównie w Gdańsku i w Elblągu.

## Historia

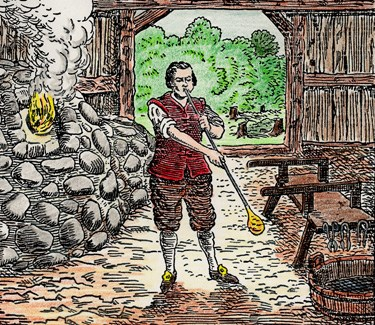
Pierwsza huta szkła w kolonii Jamestown została zbudowana i obsługiwana wyłącznie przez polskich imigrantów około 1608 roku

Pierwsi polscy imigranci przybyli do kolonii Jamestown w 1608 roku, dwanaście lat przed przybyciem Pielgrzymów (protestanckich separatystów od kościoła Anglii) do Massachusetts. Ci pierwsi osadnicy zostali sprowadzeni jako wykwalifikowani rzemieślnicy przez angielskiego żołnierza i poszukiwacza przygód, kapitana Johna Smitha, i byli wśród nich dmuchacz szkła, wytwórca smoły, wytwórca mydła i drwal.  Angielski pisarz Richard Hakluyt napisał w 1586 roku, że kolonizacja wymagałaby sprowadzenia z Prus i Polski „ludzi biegłych w spalaniu drewna na popiół (do produkcji mydła) oraz w wytwarzaniu smoły, których można byłoby stamtąd pozyskać za niewielką płacę, będąc tu niczym niewolnicy.” John Smith udał się z Anglii do Polski w 1603 roku, aby znaleźć rzemieślników na swoją podróż do Ameryki. W 1603 roku podróżowało z nim sześciu Polaków; ich nazwiska nie były znane aż do 1943 roku, kiedy historyk Karol Wachtl przeszukał historyczne polskie broszury w ogarniętej wojną Francji z połowy XIX wieku. Choć nie wiadomo, z jakich dokumentów korzystał w swoich ustaleniach, jego publikacja „Polonia w Ameryce” trafnie podała nazwiska osadników. W 1947 roku w Stanach Zjednoczonych ukazały się rzekome wspomnienia historyczne  „Pamiętnik handlowca”, które potwierdziły nazwiska osadników. Pamiętnik miał zostać napisany przez Zbigniewa Stefańskiego, Polaka mieszkającego w kolonii Jamestown wraz z Johnem Smithem, a później spisanego w Amsterdamie w Holandii w 1625 roku. Wspomnienia miały ujawnić wiele na temat kolonii Jamestown i zawierać szczegółowe historie o tym, jak polscy osadnicy uczyli pionierów kopania studni w celu uzyskania wody pitnej, prowadzili strajk o prawo do głosowania i zapoznawali osadników z baseballem (w rzeczywistości był to palant). Nie wiadomo, czy istnieje kopia oryginalnego tekstu. Niemniej jednak do znanych dziś osadników zaliczają się Michał Łowicki, Zbigniew Stefański, Jan Mata i Stanisław Sadowski. Rzekome wspomnienia Stefańskiego zmieniły postrzeganie historii Jamestown; z pierwotnych źródeł angielskich wiadomo, że Polaków zatrudniano jako wykwalifikowanych rzemieślników, ale według wspomnień Stefańskiego tych 6 mężczyzn miało być kupcami (lub przynajmniej urzędnikami handlowymi) w Polsce. Nie wspomniano o pochodzeniu religijnym polskich osadników, a historyk James Pula sugeruje, że Polacy byli prawdopodobnie protestantami, ponieważ współczesne źródła angielskie, takie jak źródło Richarda Hakluyta z 1584 roku, wyraźnie stwierdzały, że nie należy zatrudniać żadnych katolickich rzemieślników ze względu na „szczególną skłonność do cieszenia się przychylnością króla Hiszpanii” Kapitan John Smith zauważył, że dwóch rzemieślników pomogło mu uratować życie podczas indyjskiego ataku, który miał miejsce w pobliżu huty szkła  . (również odnotowane w „własnych dziennikach Smitha”). Wykopaliska przeprowadzone w latach 1948–1949 odsłoniły cztery tygle heskie i duże ilości „pospolitego zielonego szkła”. Znaleziono pozostałości szkła po szybach okiennych, butelkach i dzbankach. Huta szkła i przemysł szklarski założyli i prowadzili wyłącznie polscy robotnicy.
Polscy osadnicy rozpoczęli w 1619 roku strajk robotniczy przeciwko Kompanii Wirginii i udało im się osiągnąć porozumienie. Umiejętności tych polskich kolonistów były niezbędne dla nowej osady, co ostatecznie uznała izba mieszczańska na swoim zebraniu w 1619 roku. Izba w trakcie swoich obrad wykluczyła polską społeczność z prawa wyborczego. W odpowiedzi Polacy rozpoczęli pierwszy odnotowany strajk w Nowym Świecie.
„W przypadku smoły radzimy i wymagamy, aby Polaczkowie (ang. "Polackers") wrócili częściowo do swoich zakładów, z taką pomocą, jaka będzie konieczna. To samo w przypadku wytwarzania popiołów na mydło, gdzie będzie udzielone wsparcie aby im pomóc: jednocześnie wymagając, aby w międzyczasie ogólnie zadbano o to, aby słudzy i uczniowie byli tak wyszkoleni w tych pracach, aby umiejętność nie zginęła wraz z mistrzami. (z Records of the Virginia Company, 17 maja 1620 roku)

### Wpływ i znaczenie historyczne
Potrzebując przemysłu, izba mieszczan rozszerzyła „prawa Anglików” na Polaków (w tym niektórych pochodzących z lennych Rzeczypospolitej Prusów Wschodnich). Historycy uznali tę walkę za pierwszą w historii pod wieloma względami: jako amerykański strajk robotniczy, walka o prawa obywatelskie i reprezentację w głosowaniu oraz pochodzenie pierwszej w historii praktyki handlowej w koloniach amerykańskich.
Następnie Polacy założyli pierwsze w Nowym Świecie szkoły dwujęzyczne, nauczające zarówno języka polskiego, jak i angielskiego, a później rozszerzyły program nauczania o łacinę i niemiecki. Siła polityczna i gospodarcza Polonii spadła jednak wraz z nasileniem się wojen kolonialnych z rdzennymi Amerykanami.

## Polacy z Jamestown w sztuce
Prawdopodobnie najbardziej znaną interpretacją polskich rzemieślników z Jamestown jest obraz „Polacy w Jamestown” autorstwa Arthura Szyka. Obraz znajdował się w zbiorach Pawilonu Polskiego na Wystawie Światowej w Nowym Jorku w 1939 roku. Przedstawia 11 Polaków, choć według dokumentów historycznych było „ośmiu Holendrów i Polaków”. Historyk Arthur Waldo wspomina, że spodziewał się zobaczyć na obrazie tylko pięciu Polaków i osobiście zapytał Szyka, dlaczego zdecydował się przedstawić 11 osób. Szyk wyjaśnił, że do namalowania obrazu zainspirowała go grupa historyków z polskiego Ministerstwa Spraw Zagranicznych, którzy chcieli, aby obraz przedstawiał letnią scenerię. Trzymając się historii, Szyk zdecydował się namalować drugi przyjazd polskich rzemieślników z Jamestown, którzy przybyli w 1609 roku, a nie pierwszą grupę Polaków która przybyła, i których było pięciu. Na obrazie widać także Polaków w obcisłych spodniach i charakterystycznych dla góralskich jasnych dekoracjach, lecz czarne letnie czapki były wyraźnie krakowskie. Szyk wyjaśnił Waldo, że pokazywano ich raczej jako chłopów niż rzemieślników, ponieważ pozwalało to na większą swobodę twórczą przedstawiając stroje ludowe i pokazując wyraźnie polski wygląd. Szyk reflektując na temat swojej twórczości, z satysfakcją wyraził poprzez ten obraz polską tożsamość i dumę.